# Стольберг, Марк Моисеевич
Марк Моисеевич Стольберг (20 мая 1922, Ростов-на-Дону — пропал без вести 16 мая 1942, Новороссийск) — советский шахматист, мастер спорта СССР (1939).
В конце 1940 года был призван в армию. Участник Великой Отечественной войны. Пропал без вести при форсировании Керченского пролива во время Керченско-Феодосийской десантной операции.

## Спортивные достижения
| Год  | Город          | Турнир                                                                                               | +   | −   | =   | Результат      | Место |
| ---- | -------------- | --- | --- | --- | --- | -------------- | ----- |
| 1936 | Ленинград      | 2-й всесоюзный турнир пионеров и школьников                                                          |     |     |     | из             |       |
| 1938 | Ленинград      | 3-й всесоюзный турнир пионеров и школьников Полуфинал Финал                                          | 4 1 | 1 2 | 1 2 | 4½ из 6 2 из 5 | 2 5   |
|      | Ростов-на-Дону | Матч Московский дворец пионеров — Ростовский дворец пионеров (1-я доска, играл против Ю.Л. Авербаха) | 1   | 0   | 1   | 1½ из 2        |       |
|      | Ростов-на-Дону | Чемпионат Ростова-на-Дону                                                                            | 8   | 2   | 1   | 8½ из 11       | 1     |
|      | Ростов-на-Дону | Всесоюзный турнир первой категории                                                                   | 9   | 2   | 2   | 10 из 13       | 1—3   |
|      |                | Командное первенство ДСО «Спартак»                                                                   | 5   | 2   | 0   | 5 из 7         |       |
|      | Горький        | Всесоюзный турнир I категории                                                                        |     |     |     |                | 1—3   |
| 1939 | Ростов-на-Дону | Всесоюзный турнир кандидатов в мастера спорта (группа № 2)                                           | 7   | 3   | 3   | 8½ из 13       | 2     |
| 1940 | Ростов-на-Дону | Тренировочный турнир                                                                                 |     |     |     | из             | 3     |
|      | Киев           | Полуфинал 12-го чемпионата СССР                                                                      | 9   | 4   | 3   | 10½ из 16      | 1—2   |
|      | Москва         | 12-й чемпионат СССР                                                                                  | 5   | 8   | 6   | 8 из 19        | 13—16 |
| 1941 | Ростов-на-Дону | Показательный турнир ростовских шахматистов                                                          | 7   | 6   | 1   | 7½ из 14       | 4     |
|      | Ростов-на-Дону | Полуфинал 13-го чемпионата СССР                                                                      | 2   | 2   | 0   | 2 из 4         | [ 4 ] |